# Suspect Zero – Im Auge des Mörders
Suspect Zero – Im Auge des Mörders (Originaltitel: Suspect Zero) ist ein US-amerikanischer Thriller von Regisseur E. Elias Merhige (Shadow of the Vampire) aus dem Jahr 2004. Der Film kam am 27. August 2004 in die US-amerikanischen und am 14. Oktober 2004 in die deutschen Kinos.

## Handlung
FBI-Agent Thomas Mackelway wurde ins abgelegene New Mexico strafversetzt, weil durch seinen Fehler ein Serienkiller freikam. Kaum auf seinem neuen Posten angekommen, erhält er mysteriöse, anonyme Faxe mit Anzeigen von Vermissten. Auf den Faxen stehen Kommentare wie: Sieh genau hin oder einfach nur ein durchgestrichener Kreis.
Ein Handelsvertreter wird umgebracht und Mackelway ermittelt, weil das Auto mit der Leiche genau auf der Grenze zweier Bundesstaaten geparkt ist und somit das FBI zuständig wird. Am Tatort findet er den gleichen durchgestrichenen Kreis wie auf den beunruhigenden Faxen.
Weitere Morde und Indizien führen Mackelway und seine Partnerin Fran Kulok auf die Spur des einzelgängerischen Psychopathen Benjamin O’Ryan.
O’Ryan besitzt die Fähigkeit des remote viewing, einer Mischung aus Hellseherei und Fernwahrnehmung. Gelernt haben soll er diese Fähigkeit in einem CIA-Programm. Außerdem soll er selber einmal FBI-Agent gewesen sein, in den Akten ist aber nichts über ihn zu finden. Offensichtlich ist er unterwegs, um andere Killer zu jagen, sie zu töten und ihnen die Augenlider zu entfernen. Dabei lässt er Mackelway diverse Hinweise als Faxe von vermissten Personen zukommen, um ihn auf die Fährte des Psychopathen Suspect Zero, der wahllos mordend durchs Land zieht, und scheinbar seine eigene zu locken.
Mackelway schafft es, mit Benjamin O’Ryan Kontakt aufzunehmen und ihn zu treffen. Zusammen machen sie sich auf den Weg und finden heraus, wo der Killer wohnt. Sie fahren zu dem Haus und bemerken auf dessen Grundstück viele Gräber der vermissten Personen. Plötzlich taucht der Killer auf und sie sehen, dass es sich um einen Truckfahrer handelt, der derweilen schon ein neues Opfer gefunden hat. Dieser bemerkt die beiden und flüchtet mit seinem Truck. Es gelingt ihnen aber trotzdem, den Killer zu stellen und ihn zu töten.
Doch nun kommt es noch zu einem letzten Showdown zwischen O’Ryan und Mackelway, bei dem O’Ryan von ihm verlangt, ihn zu töten, weil er die Stimmen und Visionen in seinem Kopf nicht mehr ertragen kann. Als Mackelway sich weigert, richtet O’Ryan seine Waffe auf Mackelway. Plötzlich steht Mackelways Kollegin und Ex-Ehefrau Fran Kulok hinter O’Ryan und erschießt ihn, um Mackelway zu retten.

## Hintergrund
- Der Film ist eine Co-Produktion von Intermedia Films, Cruise/Wagner Productions (der Produktionsfirma von Tom Cruise) und Lakeshore Entertainment im Verleih der Paramount Pictures. Weil Paramount nur die Verleihrechte für die Auswertung in den USA besitzt, wurde der Film in Deutschland von der Sony Pictures Entertainment Company Columbia-TriStar Film GmbH Deutschland veröffentlicht.
- Die Dreharbeiten fanden vom 5. August 2002 bis September 2002 in New Mexico (USA), unter anderem in Albuquerque, Estancia, Jemez Pueblo, Jemez Springs, Willard und Zia Pueblo, statt.
- Der Film hatte ein Budget von 27 Millionen US-Dollar, spielte aber nur 9 Millionen US-Dollar wieder ein, wurde also ein finanzieller Flop für die Produzenten.
- Die Spezialeffekte des Films wurden von Boy Wonder Visual Effects, Spectrum Effects Inc. und den Pacific Title & Art Studios realisiert.

## Filmkritiken
- Das Lexikon des internationalen Films meint: „Inszenatorisch vielversprechender Thriller, dessen anfangs intensive Atmosphäre sich aber nur zunehmend als Augenwischerei erweist, um die überraschungsarme Handlung zu kaschieren.“[2]
- Der Rezensent der Berliner Zeitung fand, dass Ben Kingsley die anderen Schauspieler glatt an die Wand spiele. Die Geschichte sei unnötig kompliziert und werde durch die Filmtechnik (kühne Schnitte, verfremdende Beleuchtung und Perspektiven) auch noch „obermysteriös“ dargeboten.[3]
- Die Hamburger Morgenpost sah einen „optisch überzeugenden, aber ziemlich abstrusen Serienkiller-Thriller mit einem brillanten Ben Kingsley“.[4]
- Noch strenger ging die B.Z. mit dem Regisseur ins Gericht; sie sieht in seinem Werk die halbgaren Fingerübungen eines Möchtegern-Avantgardisten.[5]
- „Keinen schlechten Film“ sah man auf filmbesprechungen.de. Zwar verrate der Film zu Anfang vieles viel zu schnell, aber dem Regisseur gelinge es, eine überzeugende Atmosphäre zu schaffen. Auch der Oscarpreisträger Ben Kingsley hat nach Ansicht des Online-Magazins voll überzeugt.[6]
- „Absolut durchschnittlich“ fand Deike Stagge den Film auf filmstarts.de. Sie schrieb wörtlich: „Fans des Genres werden sicherlich auf ihre Kosten kommen, aber nicht wirklich gefordert.“[7]
- Roger Ebert war etwas gelangweilt, als er den Film sah. Er hält E. Elias Merhige für einen wirklich begabten Regisseur, aber in diesem Film dienten alle Effekte nur dazu, die Schwächen der Story zu verkleistern, schrieb der Filmkritiker in der Chicago Sun-Times.[8]